# Маріанне Тіммер
Марія Алтьє (Маріанне) Тіммер (нід. Maria Aaltje "Marianne" Timmer, 3 жовтня 1974, Саппемер, Нідерланди) — голландська ковзанярка, триразова олімпійська чемпіонка, триразова чемпіонка світу, багаторазова чемпіонка Нідерландів на 500 і 1000 метрів, а також в спринтерському багатоборстві.

## Біографія
Перших перемог Маріанні Тіммер досягла в 1997 році виграла чемпіонат Нідерландів по спринтерському багатоборстві, стала чемпіонкою світу на дистанції 1000 метрів.
На Олімпіаді 1998 у Нагано виграла на дистанціях 1000 і 1500 м, встановивши на другій дистанції рекорд світу.
На наступних Олімпійських іграх у Солт-Лейк Сіті не змогла завоювати жодного подіуму, ставши четвертою на 1000 м.
На Олімпіаді 2006 року в Турині входила в число фаворитів на дистанціях 500 і 1000 метрів. На короткій дистанції була дискваліфікована за другий фальстарт, а через кілька днів виграла свою коронну дистанцію — 1000 м, увійшовши в трійку спортсменів Нідерландів, яким вдалося виграти три золотих медалі зимових Олімпіад.
Планувала брати участь на Олімпіаді-2010 у Ванкувері, але отримала травму на етапі Кубка світу в листопаді 2009 року, зіткнувшись з суперницею і достроково завершила кар'єру. Тіммер бігла в парі з китаянкою Юй Цзин, яка впала на виході з останнього малого повороту і збила Тіммер, після чого обидві на великій швидкості врізалися в м'яке огородження.
В даний час працює тренером в комерційній нідерландській команді Team Liga.
Одружена Генком Тіммером, колишнім футбольним воротарем. Перший чоловік — Петер Мюллер, був її особистим тренером.

## Досягнення
- Чемпіонат Нідерландів — 11 разів перемагала на окремих дистанціях, 10 разів вигравала спринтерське багатоборство.
- Олімпійські ігри — три золоті медалі.
- Чемпіонат світу на окремих дистанціях — два золота на 1000 м, два срібла на 1000 м, по одній бронзі на 500, 1000 і 1500 м.
- Чемпіонат світу у спринтерському багатоборстві — одне золото (2004) та одна бронза (2000).

## Рекорди світу
| Дисципліна         | Час     | Дата            | Місце   |
| ------------------ | ------- | --------------- | ------- |
| 1500 м             | 1:57.58 | 16 лютого 1998  | Нагано  |
| Мале багатоборстві | 163.315 | 16 березня 1997 | Калгарі |